# Ctenophorus graafi
Ctenophorus graafi — вид ігуаноподібних ящірок родини агамових (Agamidae). Ендемік Австралії.

## Поширення і екологія
Ctenophorus graafi мешкають в пустельних районах на сході Західної Австралії, вздовж північної окраїни Великої пустелі Вікторія. Вони живуть серед скель.